# Unrecord
Unrecord — відеогра в жанрі шутера від першої особи з елементами бойовика, яка розробляється і буде видана незалежною студією Drama. Сюжетна історія оповідає про поліцейського, який розслідує кілька кримінальних справ. Ігровий процес відбувається через нагрудний відеореєстратор поліцейського, якого контролює гравець. Гра привернула значну увагу у квітні 2023 року після випуску трейлера, у якому демонструвалася рання версія ігрового процесу з фотореалістичною графікою.

## Ігровий процес
Unrecord є відеогрою в жанрі шутера від першої особи з елементами бойовика. Гравець контролює поліцейського, через нагрудний відеореєстратор якого відбувається ігровий процес. Гравець може обирати варіанти відповідей під час спілкування з неігровими персонажами, що впливає на сюжетну історію. Гра передбачає наявність опцій спеціальних можливостей і налаштування камери для зменшення хвороби руху.

## Розробка та випуск
Unrecord розробляється французькою незалежною студією Drama і є її першим проєктом. Drama була заснована у 2000 році музикантом Тео Ірібарном, який став виконавчим директором, та креативним директором і програмістом Александром Спіндлером. Пізніше до них приєднався Мікеле Еванґеліста, який став дизайнером рівнів та художником оточення. Розробники описали Unrecord як поєднання пригодницької відеогри Firewatch (2016) і тактичного шутера Ready or Not (2021), додавши, що Firewatch мала ключовий вплив. Студія назвала реалізм «невіддільною частиною» проєкту й підкреслила, що гра не є симулятором. Для оточення студія застосувала ігрові ресурси Megascans від компанії Quixel, а також ресурси з магазину Unreal Engine та ресурси, що були створені власноруч. Drama використовує ігровий рушій Unreal Engine 5 для розробки проєкту.
У жовтні 2022 року Спіндлер розмістив у своєму акаунті у Твіттері коротке відео, у якому демонструвався ігровий процес неназваної гри «у стилі нагрудного відеореєстратора»; відео стало вірусним та мало приблизно 9,8 мільйона переглядів станом на квітень 2023-го. Це спонукало студію пришвидшити розробку й анонсувати проєкт раніше, ніж спочатку планувалося, щоб зберегти увагу. Unrecord була анонсована 19 квітня 2023 року, коли розробники представили трейлер ранньої версії ігрового процесу. Unrecord буде випущена для Microsoft Windows, хоча студія також розглядає розробку портів для консолей.

## Сприйняття
Після випуску трейлера у квітні 2023 року, гра привернула значну увагу через свою реалістичну графіку та презентацію. Майкл Маквертор з Polygon описав Unrecord як «тривожно реальну [гру]», а Тайлер Вайлд з PC Gamer сприйняв візуальне оформлення як «моторошно фотореалістичне». Крістофер Кастеллоу з Game Rant написав, що трейлер є «[таким, що] майже не відрізняється від реального запису з камери».
Відповідь розробників на критику щодо презентації Unrecord.
Реалістична графіка стала причиною звинувачень у тому, що трейлер був сфальсифікований і використовує реальні кадри з нагрудної камери або є технічною демонстрацією. Алекс Кошельков, засновник компанії з видання відеоігор Crytivo, назвав трейлер «дуже, дуже фейковим» і звинуватив розробників у накладенні ігрових ресурсів на реальне відео. У відповідь на звинувачення, Спіндлер випустив відео з представленням ігрового оточення в інтерфейсі Unreal Engine як свідчення того, що проєкт є шутером від першої особи з вільним пересуванням, а не інтерактивним фільмом або рейковим шутером. Видання IGN також незалежно підтвердило, що трейлер є справжньою демонстрацією ігрового процесу, завантаживши ті ж самі ресурси для Unreal Engine 5, які були використані студією.
Реалістична презентація Unrecord також зазнала критики через те, що була надто схожа на реальне відео перестрілок із нагрудної поліцейської камери, особливо в Сполучених Штатах. Тайлер Нікнам, який більш відомий як Trainwreckstv і є стримером на Twitch, заявив, що під час перегляду трейлера йому стало настільки ж «некомфортно», як якби він дивився реальне відео воєнної або поліцейської операції, яке було злито в інтернет. Він додав, що графіка Unrecord може сприяти політичним поглядам стосовно того, що відеоігри підштовхують молодь до насильства. Кеза Макдональд із The Guardian зазначила, що, гра знаходиться в контексті реального поліцейського насильства, гравці неминуче привнесуть у гру свої власні інтерпретації.
Студія заявила, що понад 600 тисяч користувачів сервісу Steam додали гру до свого списку бажаного протягом першого тижня після її анонсу.